# Голова Служби безпеки України
Голова Служби безпеки України — посадова особа, яка очолює спецслужбу України — Службу безпеки України. Належить до першої категорії посад державних службовців.
У відповідності до статті 107 Конституції України, є Членом Ради національної безпеки і оборони України.

## Законодавчий статус
Статус і повноваження голови Служби безпеки України визначені Конституцією та статтею 13 Закону України «Про Службу безпеки України».
Голову Служби безпеки України призначає на посаду та звільняє з посади Верховна Рада України за поданням Президента України.
Голова Служби безпеки України:
- здійснює керівництво всією діяльністю Служби безпеки України, її Центральним управлінням,
- персонально відповідає за виконання завдань, покладених на СБУ,
- має заступників, які за його поданням призначає Президент України,
- видає накази з питань, що належать до його відання (зокрема, кадрові),
- регулярно інформує Верховну Раду України, Президію Верховної Ради України та Комісію Верховної Ради України з питань оборони і державної безпеки про діяльність Служби безпеки України, стан державної безпеки, дотримання чинного законодавства, забезпечення прав і свобод людини та з інших питань,
- щорічно подає Верховній Раді України та Президенту України звіти про діяльність СБУ, несе персональну відповідальність за своєчасність, об'єктивність і повноту поданої інформації.

За посадою входить до складу Ради національної безпеки і оборони України.

### Колегія Служби безпеки України
Передбачена статтею 14 Закону України «Про Службу безпеки України».
Голова СБУ за посадою є головою колегії Служби безпеки України — колегіального дорадчого органу, який утворюється для погодженого вирішення питань діяльності Служби безпеки України, колективного обговорення важливих напрямів оперативно-службової діяльності.
Колегія розглядає та вносить голові Служби безпеки України пропозиції щодо вдосконалення роботи спецслужби. Прийняті колегією рішення оголошуються наказами Голови СБУ.

## Перелік керівників
| #      | Голова                              | Фото                             | Термін                           | Служба за президентства | Примітки |
| ------ | ----------------------------------- | -------------------------------- | -------------------------------- | ----------------------- | --- |
| 1      | генерал армії Євген Марчук          |                                  | 6 листопада 1991 — 12 липня 1994 | Кравчук                 | |
| 2      | генерал-полковник Валерій Маліков   |                                  | 12 липня 1994 — 3 липня 1995     | Кучма                   | |
| 3      | генерал армії Володимир Радченко    |                                  | 3 липня 1995 — 22 квітня 1998    | Кучма                   | |
| 4      | генерал армії Леонід Деркач         |                                  | 22 квітня 1998 — 10 лютого 2001  | Кучма                   | |
| 5      | генерал армії Володимир Радченко    |                                  | 10 лютого 2001 — 2 вересня 2003  | Кучма                   | |
| т.в.о. | генерал армії Володимир Радченко    | 2 вересня 2003 — 4 вересня 2003  |                                  | Кучма                   | |
| 6      | генерал-полковник Ігор Смешко       |                                  | 4 вересня 2003 — 4 лютого 2005   | Кучма                   | |
| 7      | Олександр Турчинов                  |                                  | 4 лютого 2005 — 8 вересня 2005   | Ющенко                  | |
| 8      | генерал армії Ігор Дріжчаний        |                                  | 8 вересня 2005 — 22 грудня 2006  | Ющенко                  | |
| т.в.о. | Валентин Наливайченко               |                                  | 22 грудня 2006 — 6 березня 2009  | Ющенко                  | |
| 9      | Валентин Наливайченко               | 6 березня 2009 — 11 березня 2010 |                                  | Ющенко                  | |
| 10     | генерал армії Валерій Хорошковський |                                  | 11 березня 2010 — 18 січня 2012  | Янукович                | |
| 11     | генерал-полковник Ігор Калінін      |                                  | 3 лютого 2012 — 9 січня 2013     | Янукович                | |
| 12     | генерал-майор Олександр Якименко    |                                  | 9 січня 2013 — 24 лютого 2014    | Янукович                | Підозрюється в державній зраді, позбавлений українського громадянства                                                       |
| 13     | Валентин Наливайченко               |                                  | 24 лютого 2014 — 18 червня 2015  | Турчинов Порошенко      | 22 — 24 лютого 2014 — Уповноважений по контролю за діяльністю Служби безпеки України                                        |
| 14     | генерал армії Василь Грицак         |                                  | 18 червня 2015 — 29 серпня 2019  | Порошенко Зеленський    | |
| 15     | лейтенант Іван Баканов              |                                  | 29 серпня 2019 — 19 липня 2022   | Зеленський              | 17 липня 2022 усунутий від виконання обов'язків Голови СБУ 19 липня 2022 року Верховна Рада відправила Баканова у відставку |
| т.в.о. | генерал-лейтенант Василь Малюк      |                                  | 18 липня 2022 — 7 лютого 2023    | Зеленський              | Тимчасово виконував обов'язки Голови СБУ замість звільненого Івана Баканова                                                 |
| 16     | генерал-лейтенант Василь Малюк      | 7 лютого 2023                    | Призначений парламентом          | Зеленський              | |